# Лёгкая авиация
Лёгкая авиация — просторечное название авиации, использующей летательные аппараты лёгкого класса (самолёты, вертолёты, БПЛА). 

Понятия «лёгкая авиация», равно как и «малая авиация», в законодательстве Российской Федерации — России нет, но многие используют данные словосочетания в литературе и средствах массовой коммуникации. «Лёгкая авиация» является собирательным понятием, которое объединяет в себе полёты на воздушных судах максимальной взлётной массой от 495 кг до 3100 кг (вертолёты) и до 5700 кг (самолёты). Летательные аппараты массой до 495 кг относятся к сверхлёгким воздушным судам. В соответствии с п. 2 ст. 32 Воздушного кодекса Российской Федерации от 19.03.1997 N 60-ФЗ:
Легкое воздушное судно — воздушное судно, максимальная взлетная масса которого составляет менее 5700 килограммов, в том числе вертолет, максимальная взлетная масса которого составляет менее 3100 килограммов.
Полёты лёгких воздушных судов могут выполняться как в коммерческих целях, при осуществлении авиационных работ и перевозок пассажиров и грузов на местных воздушных линиях, так и в личных (не за плату) целях (авиация общего назначения).

## Лёгкая авиация в России

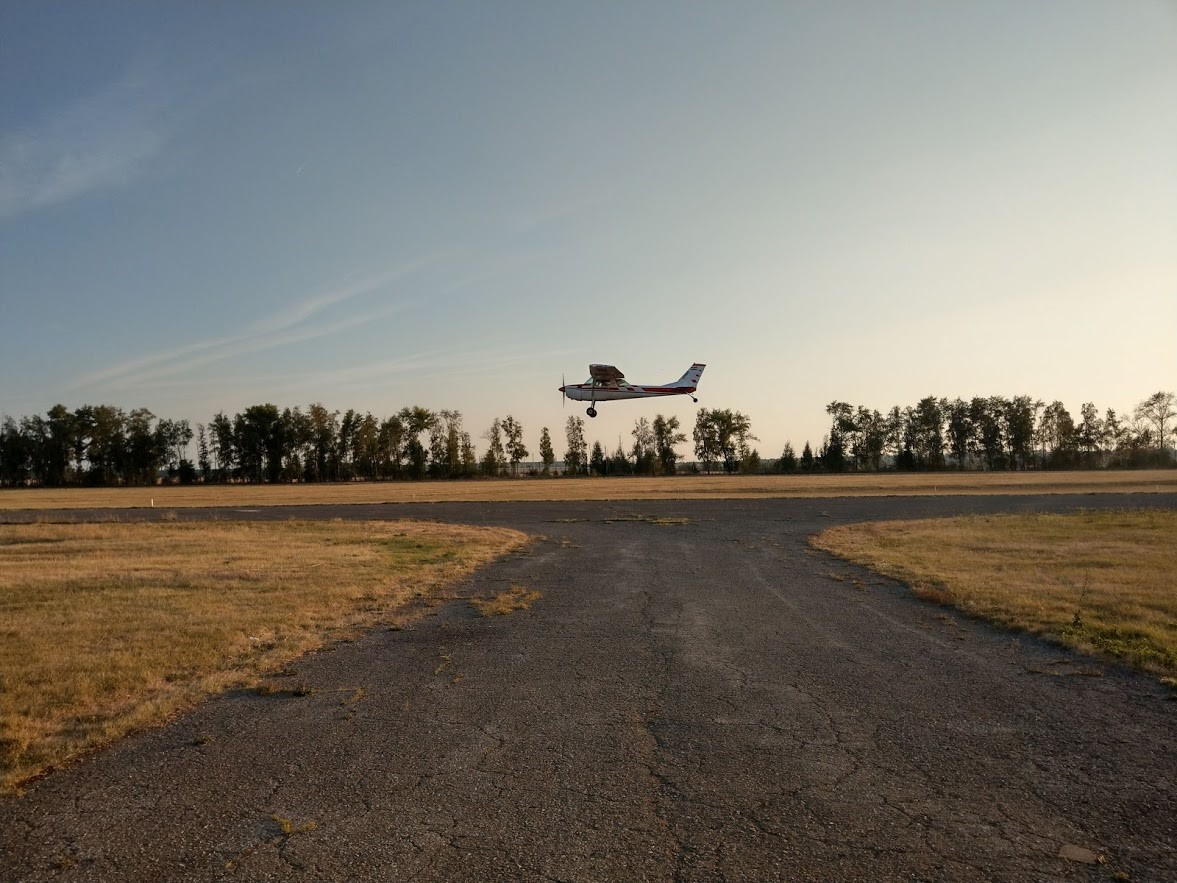
Посадка легкого самолета

Лёгкая авиация в России, по мнению ряда экспертов, находится в глубочайшем кризисе. В отсутствии четко прописанных в законодательстве классификаций типов авиации и критериев безопасности, регулирующие органы ограничивают обучение пилотов в частных центрах подготовки (за последние полтора десятка лет закрыто 225 центров), затрудняют выдачу сертификационных документов для летной техники, аэродромов и посадочных площадок. Все это, по мнению социолога Егора Мулеева, руководителя исследовательского проекта «Летное поле: деятельность „малой“ авиации в условиях регуляторной составляющей» фонда поддержки социальных исследований «Хамовники» приводит к сокращению авиационной инфраструктуры, появлению разных видов официальных, неофициальных и полуофициальных видов заработка: от «покатушек» до авиационных химических работ (АХР), а сама «легальность» является «предметом торга».

#### Инфраструктура
Действующие на сегодняшний день аэродромы и посадочные площадки легкой авиации были построены, преимущественно, в советское время. При этом значительная часть аэродромов и посадочных площадок в 1990-е были заброшены. Оборудование с них было расхищено местными жителями, взлетно-посадочные полосы пришли в негодность, а в отдельных местах «перепрофилировались» в дороги общего пользования, соединяя населенные пункты.
Наиболее полная информации по состоянию аэродромов, вертодромов и посадочных площадок в России содержится на специализированном сервисе АОПА-Россия.
24 мая 2021 года Председатель Правительства Российской Федерации Михаил Мишустин подписал распоряжение о закрытии для обслуживания воздушных судов 44 гражданских аэродромов. В перечень вошли аэродромы Богучаны, Енисейск, Каменка, Комсомольск-на-Амуре (Дзёмги), Тура-МВЛ, Онега, Ярцево и другие. Основная часть из них расположена в Заполярном районе Ненецкого автономного округа, Архангельской области, Красноярском крае и Иркутской области. Это вызвало волну недовольства общественности.

Позднее Росавиация объяснила постановление о закрытии 44 аэродромов:
«Распоряжение издано в целях уменьшения финансовой нагрузки на операторов аэропортов. Перевод инициируется операторами аэродромов в целях оптимизации финансовой деятельности и не предполагает снижение интенсивности полетов воздушных судов и объемов перевозок», — заверили в Росавиации.
В октябре 2021 г. в рамках своего выступления на парламентских слушаниях в Совете Федерации на тему «О развитии инфраструктуры региональных аэропортов и расширении сети межрегиональных пассажирских авиационных маршрутов в Российской Федерации» заместитель министра транспорта Российской Федерации Александр Суханов попросил парламентариев ответственно подходить к подготовке к обсуждению вопросов об авиации:
«... вышло постановление Правительства о закрытии 44 посадочных площадок — тоже все говорили, что в этом транспортная безопасность виновата. В итоге, начали разбираться мы с коллегами из авиационного департамента — а это пришли официальные запросы от губернаторов, от их замов, о том, чтобы закрыть эти посадочные площадки. Почему? Потому, что, коллеги правильно говорили, где-то населения мало, где-то нету денег на содержание инфраструктуры, где-то закончилась необходимость осуществления перевозок, и они больше не эксплуатируются. Коллеги, это не Минтранс придумал, а обратились регионы», — сказал Александр Суханов. 

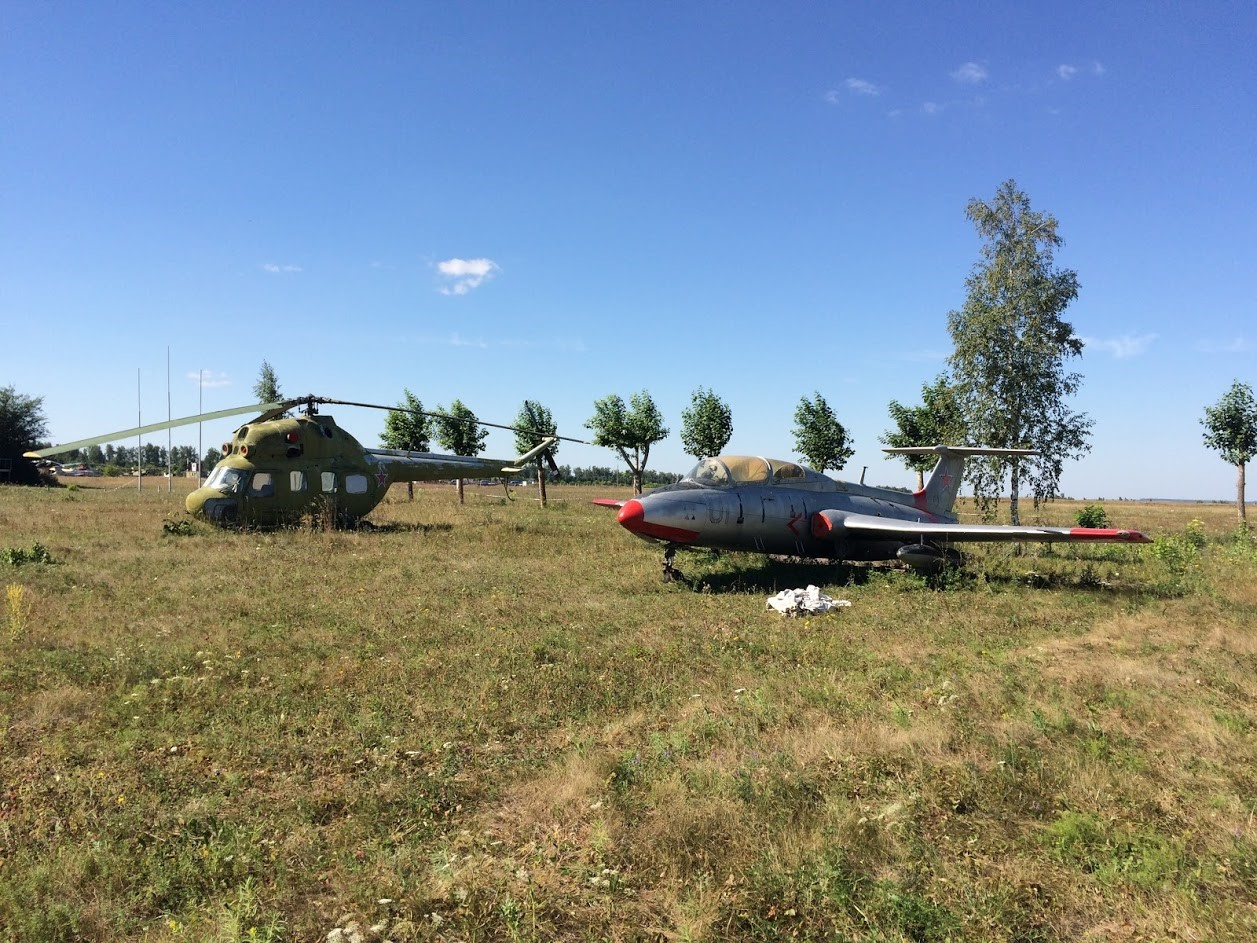
Имущество аэроклуба

Еще одним крупным «владельцем» аэродромов легкой авиации были в советское время аэроклубы ДОСААФ. По данным исследователей сегодня зарегистрировано более 100 клубов, большинство из которых с техникой (планеры, вертолеты, учебные самолеты), оставшейся с советских времен и практически не поднимающейся в воздух. После развала СССР аэроклубы начали активно распродавать свое имущество, многие были ликвидированы или переведены на совместное базирование на военные аэродромы. Кое-где, силами энтузиастов, удалось сохранить отдельную инфраструктуру: взлетные полосы, ангары, административные здания. Чаще всего инфраструктура таких аэродромов, построенных в советское время, является неоформленным коммунальным имуществом. Здания не поставлены на кадастровый учет, земля под ними принадлежит государству и не отмежевана. В случае любой крупной проверки подобные схемы аренды будут признаны незаконными. А в случае, если земля под этими строениями представляет ценность под жилую или коммерческую застройку, то она легко изымается.

### Обучение

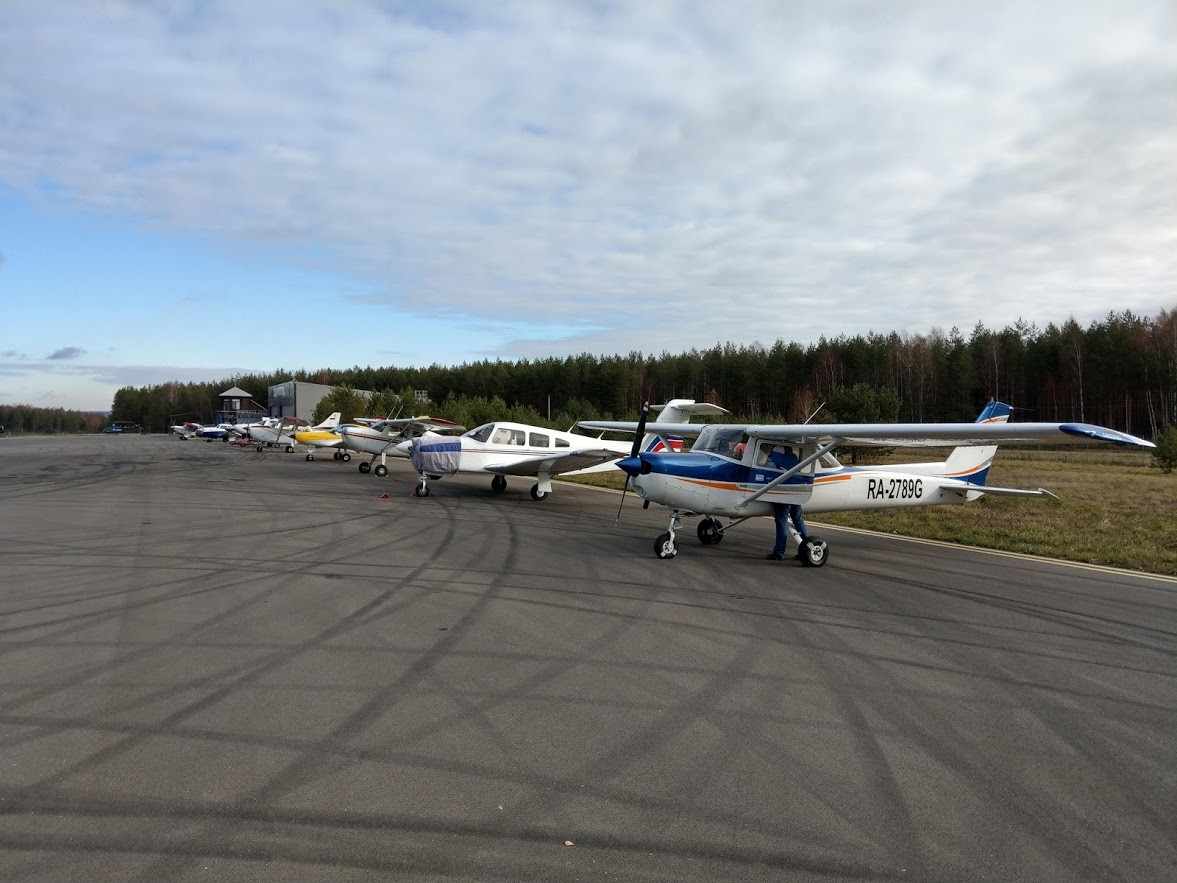
Лёгкая авиация

В советское время обучение пилотов легких воздушных судов проводилось в средних авиационных учебных заведениях, где подготовка проводилось на самолетах Ан-2 и Як-18-Т. 
В 1980-х появилась Федерация любителей авиации (ФЛА). Первоначальную подготовку любители авиации могли пройти в этой организации, которая самостоятельно выдавала свидетельства пилотов ФЛА. ФЛА регламентировала процесс обучения, разрабатывала требования к обучающимся (возраст, состояние здоровья и т. п.). Финансирование образовательного процесса, закупка и обслуживание материальной части осуществлялась по большей части на государственные средства. Технический парк аэроклубов был довольно пестрым и состоял, в зависимости от направлений подготовки, из дельтапланов, планеров, самолетов (поршневых и реактивных), вертолетов.
По состоянию на 2021 г. для получения свидетельства пилота, дающего право управления лёгким самолётом, необходимо пройти обучение в сертифицированном Федеральным агентством воздушного транспорта (Росавиация) авиационном учебном центре (АУЦ) по утвержденной программе. Перечень российских авиационных учебных центров, осуществляющих обучение специалистов соответствующего уровня согласно перечням специалистов авиационного персонала (в т.ч. исключенных из реестра) публикуется и периодически обновляется на сайте агентства.

### Аэронавигация
Постановлением Правительства РФ от 11.03.2010 года N 138 был установлен класс воздушного пространства «G», который ввел уведомительный характер «для всех полетов на высотах ниже 3050 м действует ограничение по скорости, составляющее не более 450 км/ч.». О факте вылета и маршруте необходимо докладывать ближайшему диспетчерскому узлу. Исключение для пространства «G» сделано над аэропортами, атомными электростанциями, военными объектами, правительственными дачами, городами федерального значения, как Москва и Санкт-Петербург.
Федеральные правила использования воздушного пространства РФ, Классификация воздушного пространства, п.10:
в) класс G — разрешаются полеты, выполняемые по правилам полетов по приборам и правилам визуальных полетов. Эшелонирование воздушных судов не производится. Все полеты по запросу обеспечиваются полетно-информационным обслуживанием. Для всех полетов на высотах ниже 3050 м действует ограничение по скорости, составляющее не более 450 км/ч. Воздушные суда, выполняющие полеты по правилам полетов по приборам, обязаны иметь постоянную двухстороннюю радиосвязь с органом обслуживания воздушного движения (управления полетами). При полетах воздушных судов по правилам визуальных полетов наличие постоянной двухсторонней радиосвязи с органом обслуживания воздушного движения (управления полетами) не требуется. При выполнении всех полетов воздушных судов наличие разрешения на использование воздушного пространства не требуется.

### Производство самолетов
Отсутствие массового производства заводской и дороговизна зарубежной авиатехники (в том числе узкоспециализированной) вынуждает различных мастеров разрабатывать и производить различные виды авиационной техники самостоятельно. Причем условия производства разнятся от гаражных мастерских до мини-заводов.
«На сегодняшний день в стране насчитывается порядка 40 производств разной авиационной техники, начиная от аэростатов, заканчивая самолётами-амфибиями — причём как собственной разработки, так и по сборке так называемых „кит-наборов“ зарубежных производителей (когда летательный аппарат приезжает в разобранном виде)».
В рамках Государственной программы по развитию малой авиации Сибирский НИИ авиации имени Чаплыгина (СибНИА) разработал проект лёгкого многоцелевого самолёта для замены Ан-2 — ТВС-2ДТС . В связи с тем, что созданный самолёт не отвечал целому ряду требований, Министерство промышленности и торговли РФ отказалось от развития проекта ТВС-2ДТС и объявило новый конкурс на создание лёгкого многоцелевого самолёта.
Разработку проекта нового лёгкого турбовинтового многоцелевого самолёта ЛМС-901 «Байкал» выполнило дочерние предприятие Уральского завода гражданской авиации и Московский авиационный институт. Премьерный показ ЛМС-901 «Байкал» состоялся на Международном авиакосмическом салоне МАКС-2021. Запуск серийного производства ЛМС-901 планируется начать с 2024 года, в Комсомольске-на-Амуре.